# 프로작 (대한민국의 록 밴드)
프로작(Prozak)은 YUE, 차일훈을 주축으로 구성된 대한민국의 록 밴드이다. 이렇다 할 장르를 표방하지 않으며 전체적으로 강한 사운드에 팝적인 멜로디를 가미시키는 스타일이 주류를 이루고 있다.
Valanth 출신의 YUE와 L'apist 출신의 차일훈이 모여 결성되었고, 후에 FEEDBACK 출신의 기타리스트 이영진이 합류, 현재 YUE, 차일훈, 이영진 세명의 멤버로 이루어져 있다.
항우울제의 일종인 "Prozac(플루옥세틴)" 을 어원으로 하는 이들의 음악은 자신들은 물론 타인에게 있어서도 항우울제와 같은 음악을 만들겠다는, 동시에 자신들에게 있어 그만큼의 위안이 되는 것이 음악이라는 뜻을 내포하고 있다.
디지털 싱글 "Confusion"과 1집 "ABYSMAL UTOPIA"가 발매되었다.